# Aline Seitz
Aline Seitz (17 febbraio 1997) è una pistard, ciclista su strada e mountain biker svizzera, attiva a livello Elite/Under-23 dal 2016 e in formazioni UCI dal 2021 al 2023.

## Palmarès

### Pista
- 2017

Campionati svizzeri, Americana (con Michelle Andres)
Quatre Jours de Genève, Omnium
Track Cycling Challenge, Scratch
- 2018

5ª prova Coppa del mondo 2017-2018, Scratch (Minsk)
Campionati svizzeri, Omnium
Campionati svizzeri, Scratch
- 2020

Campionati svizzeri, Corsa a eliminazione
Campionati svizzeri, Corsa a punti
Campionati svizzeri, Scratch
- 2021

Bahnen-Tournee Singen, Americana (con Léna Mettraux)
Campionati svizzeri, Omnium
Campionati svizzeri, Americana (con Janice Stettler)
Campionati svizzeri, Corsa a punti
Campionati svizzeri, Scratch
Troféu Alves Barbosa, Americana (con Léna Mettraux)
- 2022

Fenioux Piste International, Omnium
- 2023

Campionati svizzeri, Corsa a eliminazione
Campionati svizzeri, Scratch
Campionati svizzeri, Omnium
Fenioux Piste International, Americana (con Cybèle Schneider)
- 2024

Campionati svizzeri, Corsa a eliminazione
Campionati svizzeri, Scratch
Life's an Omnium #1, Americana (con Michelle Andres)
Life's an Omnium #2, Americana (con Michelle Andres)
Grand Prix d'Aigle, Scratch
Grand Prix d'Aigle, Corsa a punti

### Strada
- 2014 (Juniores)

Campionati svizzeri, Prova a cronometro Junior
- 2015 (Juniores)

Campionati svizzeri, Prova a cronometro Junior

### Mountain bike
- 2017

Windham Pro GRT/XCT, Cross country Under-23 (Windham)

## Piazzamenti

### Grandi Giri
- Giro d'Italia

2022: 101ª

### Competizioni mondiali
- Campionati del mondo su pista

Apeldoorn 2018 - Scratch: 12ª
Apeldoorn 2018 - Americana: 11ª
Pruszków 2019 - Americana: 12ª
Berlino 2020 - Scratch: 14ª
Roubaix 2021 - Scratch: 16ª
Roubaix 2021 - Inseguimento a squadre: 8ª
Roubaix 2021 - Omnium: 17ª
Saint-Quentin-en-Yvelines 2022 - Scratch: 8ª
Saint-Quentin-en-Yvelines 2022 - Omnium: 14ª
Saint-Quentin-en-Yvelines 2022 - Americana: 10ª
Glasgow 2023 - Americana: 14ª
Glasgow 2023 - Omnium: 22ª
Ballerup 2024 - Americana: 12ª
Ballerup 2024 - Omnium: 12ª
- Campionati del mondo su strada

Ponferrada 2014 - Cronometro Junior: 30ª
Ponferrada 2014 - In linea Junior: 49ª
Richmond 2015 - Cronometro Junior: 16ª
Richmond 2015 - In linea Junior: 51ª
- Campionati del mondo di mountain bike

Vallnord 2015 - Cross country Junior: 10ª
Nové Město na Moravě 2016 - Cross country eliminator: 7ª
Nové Město na Moravě 2016 - Cross country Under-23: 26ª
Lenzerheide 2018 - Cross country Under-23: 17ª
- Giochi olimpici

Parigi 2024 - Americana: 14ª
Parigi 2024 - Omnium: 13ª

### Competizioni continentali
- Campionati europei su pista

Anadia 2017 - Scratch Under-23: 4ª
Anadia 2017 - Omnium Under-23: 9ª
Anadia 2017 - Americana Under-23: 5ª
Berlino 2017 - Corsa a eliminazione: 14ª
Berlino 2017 - Scratch: 5ª
Berlino 2017 - Americana: 10ª
Aigle 2018 - Corsa a eliminazione Under-23: 14ª
Aigle 2018 - Scratch Under-23: 5ª
Aigle 2018 - Americana Under-23: 4ª
Glasgow 2018 - Scratch: 13ª
Glasgow 2018 - Corsa a eliminazione: 11ª
Glasgow 2018 - Americana: 13ª
Gand 2019 - Scratch Under-23: 6ª
Gand 2019 - Corsa a punti Under-23: 4ª
Gand 2019 - Americana Under-23: 6ª
Apeldoorn 2019 - Scratch: 9ª
Apeldoorn 2019 - Omnium: 11ª
Apeldoorn 2019 - Americana: 9ª
Plovdiv 2020 - Scratch: 6ª
Plovdiv 2020 - Omnium: 8ª
Plovdiv 2020 - Americana: 6ª
Grenchen 2021 - Scratch: 10ª
Grenchen 2021 - Omnium: 15ª
Monaco di Baviera 2022 - Inseguimento a squadre: 7ª
Monaco di Baviera 2022 - Scratch: 7ª
Monaco di Baviera 2022 - Omnium: 12ª
Monaco di Baviera 2022 - Americana: 7ª
Grenchen 2023 - Inseguimento a squadre: 6ª
Grenchen 2023 - Americana: 9ª
Apeldoorn 2024 - Omnium: 10ª
- Campionati europei su strada

Tartu 2015 - Cronometro Junior: 16ª
Tartu 2015 - In linea Junior: 11ª
Plumelec 2016 - Cronometro Elite: 37ª
Alkmaar 2019 - In linea Under-23: 9ª
- Giochi europei

Minsk 2019 - Scratch: 7ª
Minsk 2019 - Omnium: 6ª